# Leden 2019

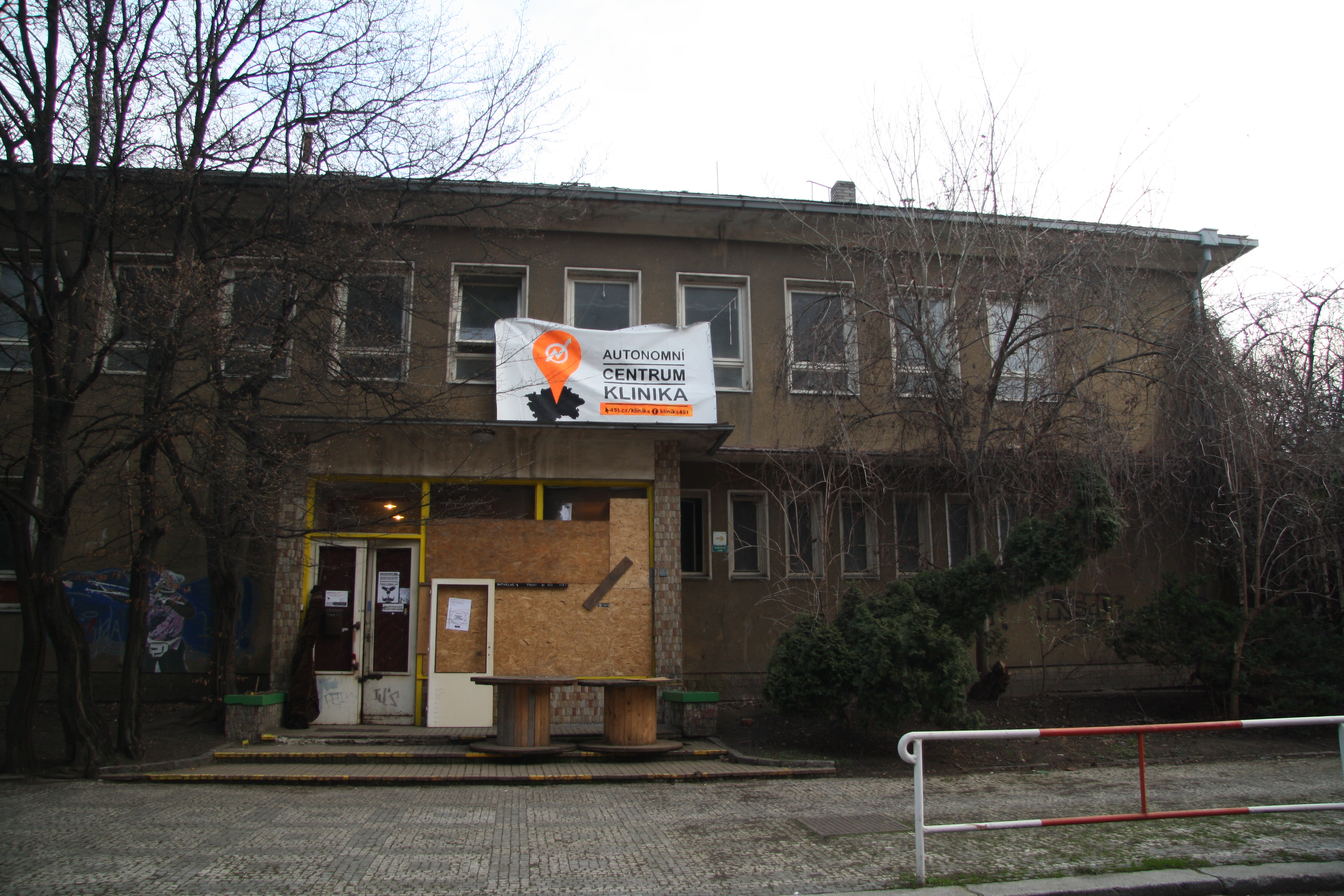
Žižkovská Klinika

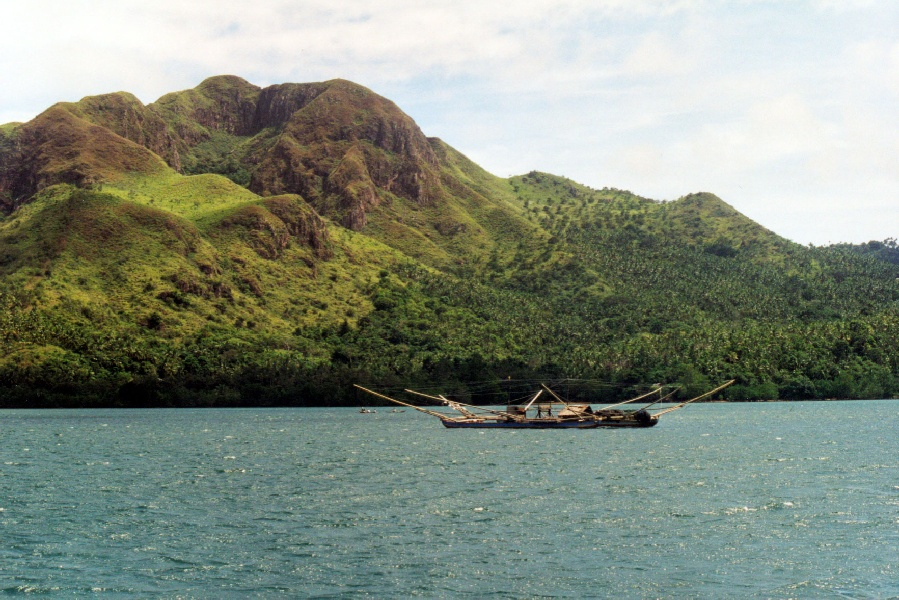
ostrov Mindanao

Toto je archivovaný článek z portálu Aktuality.
1. ledna – úterý

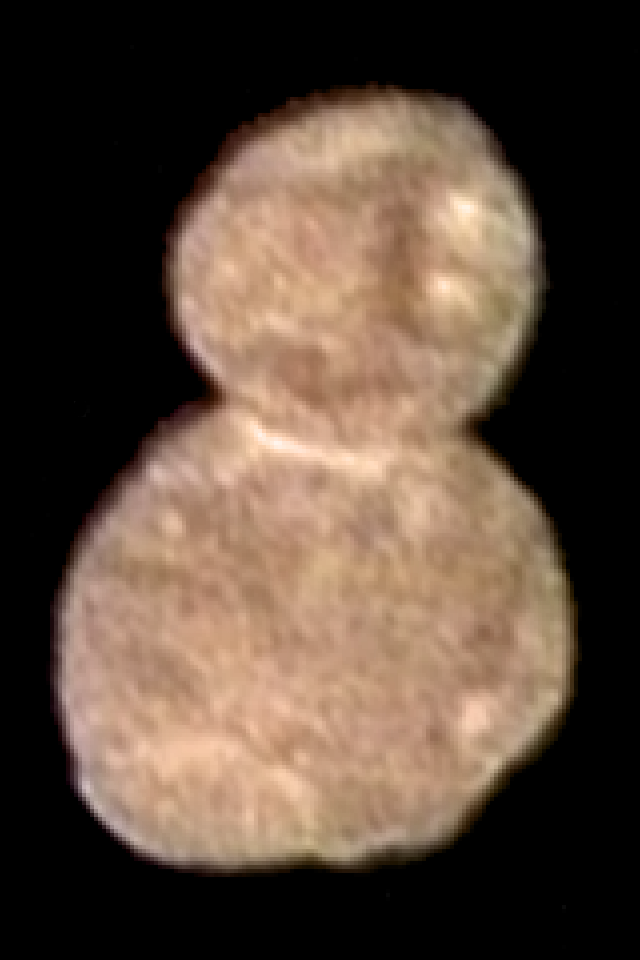
Arrokoth

 Americká sonda New Horizons prolétla kolem transneptunického tělesa Arrokoth (na obrázku) v Kuiperově pásu. Jde o nejvzdálenější vesmírný objekt zkoumaný pozemskou sondou.
2. ledna – středa
 Osm lidí zemřelo při železniční nehodě na mostě přes Velký Belt mezi dánskými ostrovy Sjælland a Fyn.
 Ve věku 37 let zemřela nizozemská rychlobruslařka Paulien van Deutekomová.
3. ledna – čtvrtek
 Čínská měsíční sonda Čchang-e 4 jako první v historii přistála na odvrácené straně Měsíce.
4. ledna – pátek
 Federální rozpočet Spojených států funguje v nouzovém režimu v důsledku sporu prezidenta Donalda Trumpa s Demokraty ovládaným Kongresem o 5,6 miliardy dolarů na výstavbu zdi na hranici s Mexikem. Statisíce zaměstnanců federálních úřadů jsou na nucené dovolené bez výplat a je uzavřeno mnoho kulturních a přírodních památek, spravovaných federální vládou.
 Nadace lichtenštejnského knížete Hanse Adama II. podala k 26 okresním soudům žaloby domáhající se vydání majetků v Lednicko-valtickém areálu, hradu Šternberk a zámků Velké Losiny a Bučovice.
 Ve věku 89 let zemřel evangelický farář a teolog Milan Balabán.
5. ledna – sobota

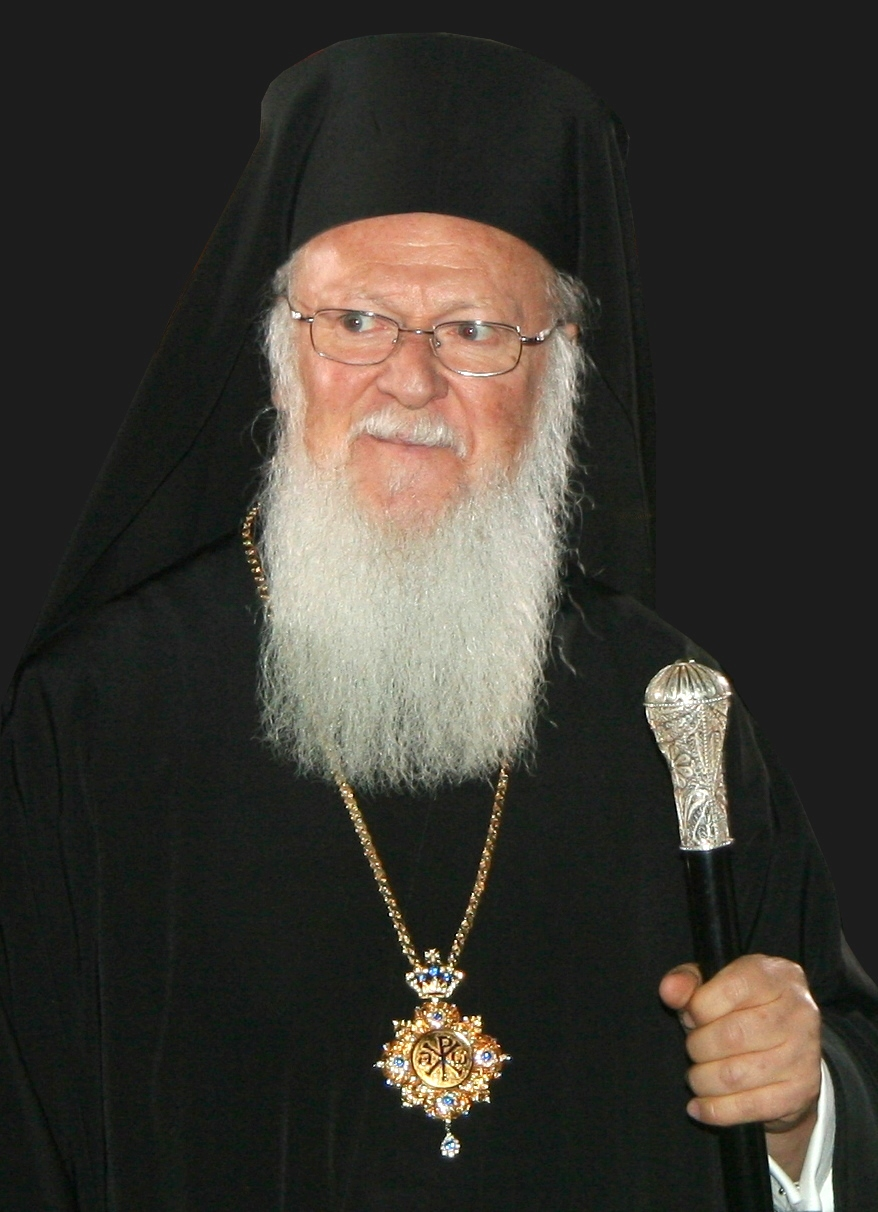
Bartoloměj I.

 Konstantinopolský patriarcha Bartoloměj I. (na obrázku) podepsal dekret udělující autokefalii Pravoslavné církvi na Ukrajině.
 Pět mrtvých si vyžádal požár během únikové hry v polském městě Koszalin.
6. ledna – neděle
 Malajsijský král Muhammad V. Kelantanský abdikoval na svůj úřad.
 Brazilský prezident Jair Bolsonaro vyslal armádu do města Fortaleza na severovýchodě země s cílem potlačit vysokou kriminalitu v oblasti.
7. ledna – pondělí
 Příslušníci gabonské armády se pokusili sesadit prezidenta Ali Bongu. Pokus o převrat selhal poté, co jeho vůdci byli zatčeni.
8. ledna – úterý
 Slovenský prezident Andrej Kiska udělil Řád bílého dvojkříže II. třídy české právničce Dagmar Burešové a herci Josefu Abrhámovi.
9. ledna – středa
 Archeologové oznámili, že na místě stavby dálnice D35 nalezli u obce Ostrov na Chrudimsku více než 7000 let starou dřevěnou studnu.

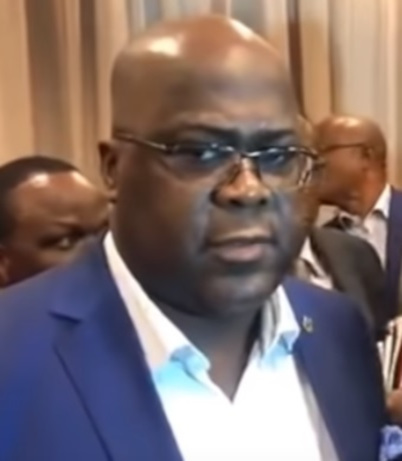
Felix Tshisekedi

10. ledna – čtvrtek

 Felix Tshisekedi (na obrázku) byl zvolen novým prezidentem Demokratické republiky Kongo.
 Kritická lavinová situace panuje po několikadenním hustém sněžení v Rakousku. Na řadě míst byl vyhlášen pátý, nejvyšší stupeň nebezpečí, pod lavinou už od začátku roku zahynulo osm lidí.

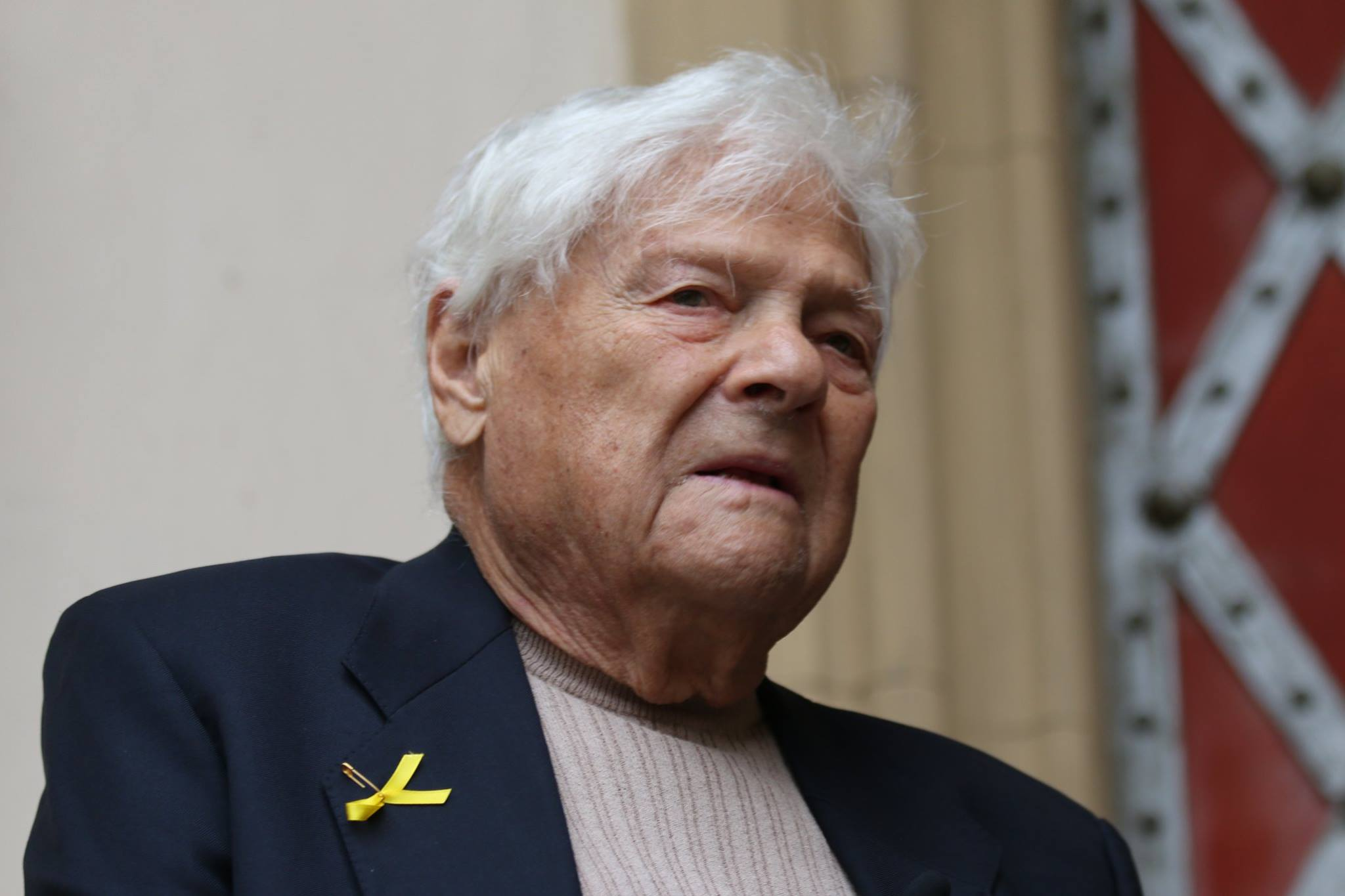
Jiří Brady

11. ledna – pátek
 Ve věku 90 let zemřel Jiří Brady (na obrázku), kanadský podnikatel českého původu, který prošel koncentračními tábory Terezínem a Osvětimí.
 Krušnohorské město Boží Dar vyhlásilo kalamitní stav vzhledem k neustávajícímu sněžení a silnému větru, kdy je mimořádně obtížné udržet sjízdné příjezdové komunikace. Od 10. ledna platí totéž i v Jablonci nad Nisou.
 Stav přírodní katastrofy po intenzivním, týden trvajícím, sněžení vyhlásilo již pět okresů v německém Bavorsku. Po kolapsu silniční dopravy je zde nasazena armáda, která s nasazením speciální techniky přiváží do oblasti potraviny a pomáhá s odklízením napadaného sněhu.
14. ledna – pondělí
 Paweł Adamowicz (na obrázku), primátor města Gdaňsk, zemřel na následky zranění utržených při útoku během nedělního charitativního koncertu.

Paweł Adamowicz

 Boeing 707 společnosti Saha Airlines havaroval při přistání na letecké základně u íránského města Karadž. Při nehodě zemřelo 15 lidí.
 Stavební úřad Prahy 2 povolil demolici budovy Transgas na Vinohradech.
15. ledna – úterý
 Venezuelská krize: Venezuelský parlament schválil rezoluci označující prezidenta Nicoláse Madura za „uzurpátora moci“. Legitimním prezidentem by se tak měl stát předseda parlamentu Juan Guaidó, který vyzval ozbrojené složky k obnovení ústavního pořádku v zemi.
 Parlament Spojeného království zamítl brexitovou dohodu premiérky Theresy Mayové v poměru 432 hlasů ku 202, což je nejhorší porážka britské vlády od roku 1924.
 Nejméně 21 lidí bylo zabito při útoku hnutí Aš-Šabáb na hotel v keňském hlavním městě Nairobi.
16. ledna – středa
 Nejméně 17 lidí včetně čtyř Američanů bylo zabito při výbuchu nálože v autě ve městě Manbidž v severní Sýrii.
 Brexit: Vláda britské premiérky Theresy Mayové přestála parlamentní hlasování o nedůvěře.
 Spor o název Makedonie: Vláda řeckého premiéra Alexise Tsiprase přestála hlasování o nedůvěře poté, co strana Nezávislí Řekové opustila vládní koalici.
 Desítkám tisíc příslušníků amerických ozbrojených sil nebyla kvůli neshodám ohledně podoby státního rozpočtu vyplacena mzda.
17. ledna – čtvrtek
 Konflikt v Kolumbii: Při sebevražedném bombovém útoku na policejní akademii v kolumbijském hlavním městě Bogotá bylo zabito 21 lidí a nejméně 60 zraněno. Prezident Iván Duque Márquez z útoku obvinil levicovou guerillu ELN a ukončil s ní mírová jednání.
18. ledna – pátek
 SŽDC převzala budovu bývalé žižkovské plicní Kliniky (na obrázku) poté, co soudní exekutor dokončil vystěhování budovy nelegálně obsazené v roce 2014.
 Na 100 lidí zemřelo a desítky dalších byly zraněny po výbuchu navrtaného ropovodu v mexickém státě Hidalgo.
 Grace Mengová, manželka bývalého šéfa Interpolu Meng Chung-weje, požádala francouzské úřady o politický azyl. Její manžel byl zatčen v rámci antikorupčních čistek prezidenta Si Ťin-pchinga.
 Africká unie vyzvala orgány Demokratické republiky Kongo, aby odložila vyhlášení výsledků prezidentských voleb kvůli závažným pochybnostem ohledně sčítaní hlasů. Konžské orgány obavy Africké unie odmítly.

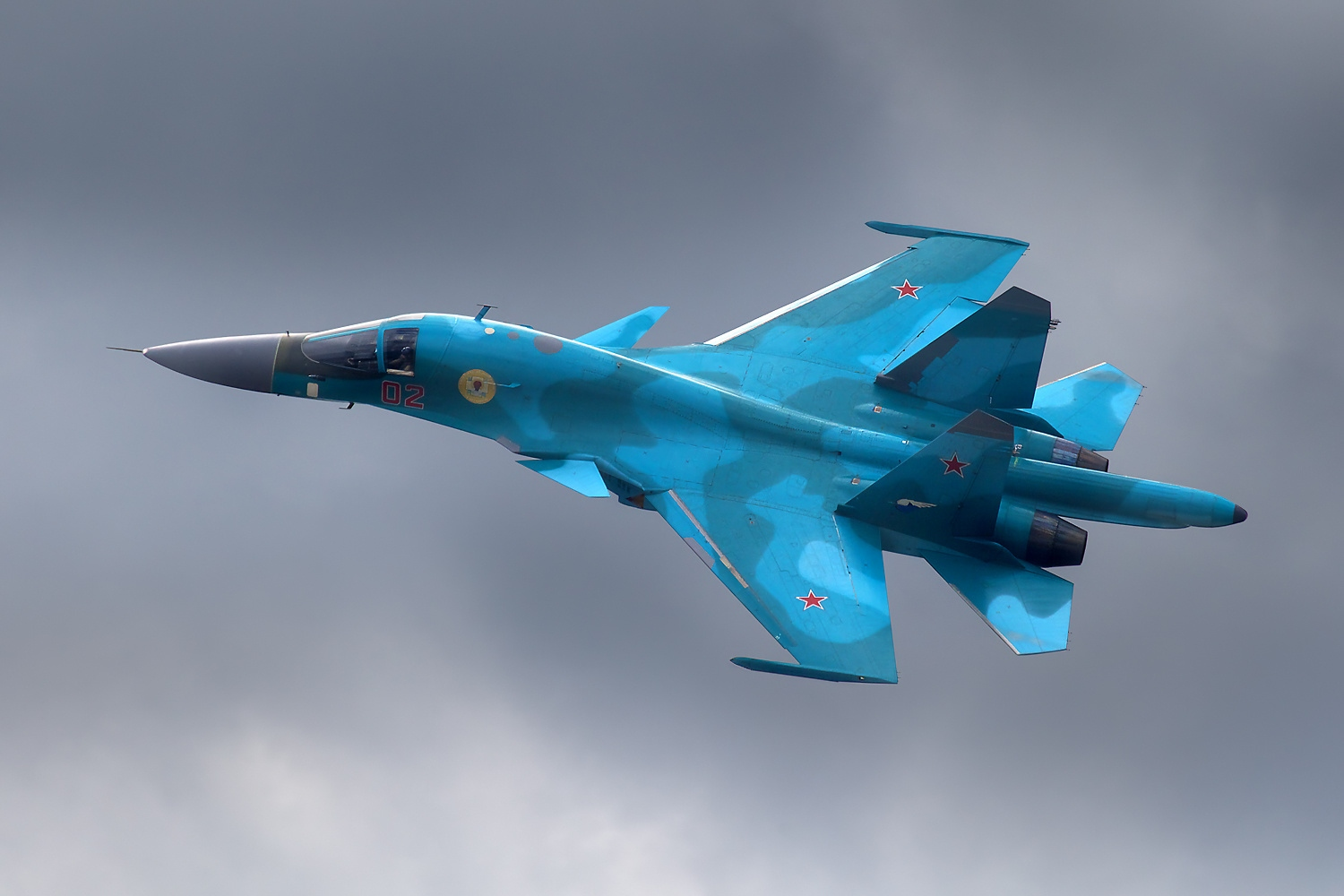
Suchoj Su-34

 Dva ruské stíhací bombardéry Suchoj Su-34 (na obrázku) se srazily během cvičných letů nad Japonským mořem. Pátracím týmům se podařilo zachránit jednoho přeživšího pilota a vyzvednout těla tří dalších letců.
19. ledna – sobota
 Konflikt v Severním Irsku: Nová IRA se přihlásila k výbuchu bomby v automobilu před soudní budovou v severoirském městě Londonderry.
 Desítky tisíc demonstrantů z Hnutí žlutých vest protestovaly napříč Francii již desátý víkend proti politice prezidenta Emmanuela Macrona.
 Maďarské odborové svazy opětovně uspořádaly masové protesty proti reformě pracovního práva prosazované vládou premiéra Viktora Orbána.
20. ledna – neděle
 Desetitisíce demonstrantů protestovaly proti dohodě o změně názvu sousední Makedonie.
21. ledna – pondělí
 Obyvatelé Filipínského ostrova Mindanao (na obrázku) hlasovali v referendu o vzniku autonomní oblasti Bangsamoro na jihozápadě ostrova. Jejíž zřízení může ukončit místní dlouhodobý konflikt.
 Nejméně 10 námořníků zemřelo při srážce a následném požáru nákladních lodí v Kerčském průlivu.
 Tálibán obsadil základnu afghánské armády v provincii Vardak. Při útoku bylo zabito více než 100 vojáků.
 Ve věku 83 let zemřela česká herečka Marie Kyselková známá z filmové pohádky Princezna se zlatou hvězdou.
 V Česku a mnoha dalších státech bylo možné pozorovat poslední úplné zatmění Měsíce v tomto desetiletí.
22. ledna – úterý
 Poslanecká sněmovna Parlamentu České republiky schválila novelu insolvenčního zákona, s cílem řešit problém předlužení postihující nejméně 900 tisíc občanů.
 Dva letci zemřeli při nehodě strategického bombardéru Tupolev Tu-22M u města Oleněgorsk v Murmanské oblasti.
23. ledna – středa

 Spojené státy americké, předseda Organizace amerických států a nejméně osm dalších jihoamerických států uznalo Juana Guaida (na obrázku) zastupujícím prezidentem Venezuely. Naopak stávajícího prezidenta Nicoláse Madura v jeho funkci podpořilo Rusko, Mexiko, Bolívie a Kuba.
24. ledna – čtvrtek
 Bývalý ukrajinský prezident Viktor Janukovyč byl in absentia odsouzen ke 13 letům vězení za trestný čin vlastizrady a napomáhání při vedení války proti Ukrajině.
 V Bruselu proběhla další studentská školní stávka pro klima, inspirovaná Gretou Thunberg, které se účastnilo minimálně 32 000 studentů s požadavky na razantní řešení globální změny klimatu.
25. ledna – pátek
 Po protržení přehradní nádrže u dolu na železnou rudu v brazilském státě Minas Gerais poblíž města Belo Horizonte je pohřešováno 300 lidí, většinou horníků.
 Řecký parlament schválil dohodu o změně názvu sousední Makedonie.
26. ledna – sobota
 Představitelé evropských zemí vyzvali venezuelského prezidenta Nicoláse Madura k vyhlášení nových voleb v zemi, pokud tak Maduro neučiní, uznají za legitimního prezidenta Juana Guaidóa.
 Nejméně jeden člověk byl zabit při nepokojích poblíž turecké vojenské základny v Iráckém Kurdistánu.

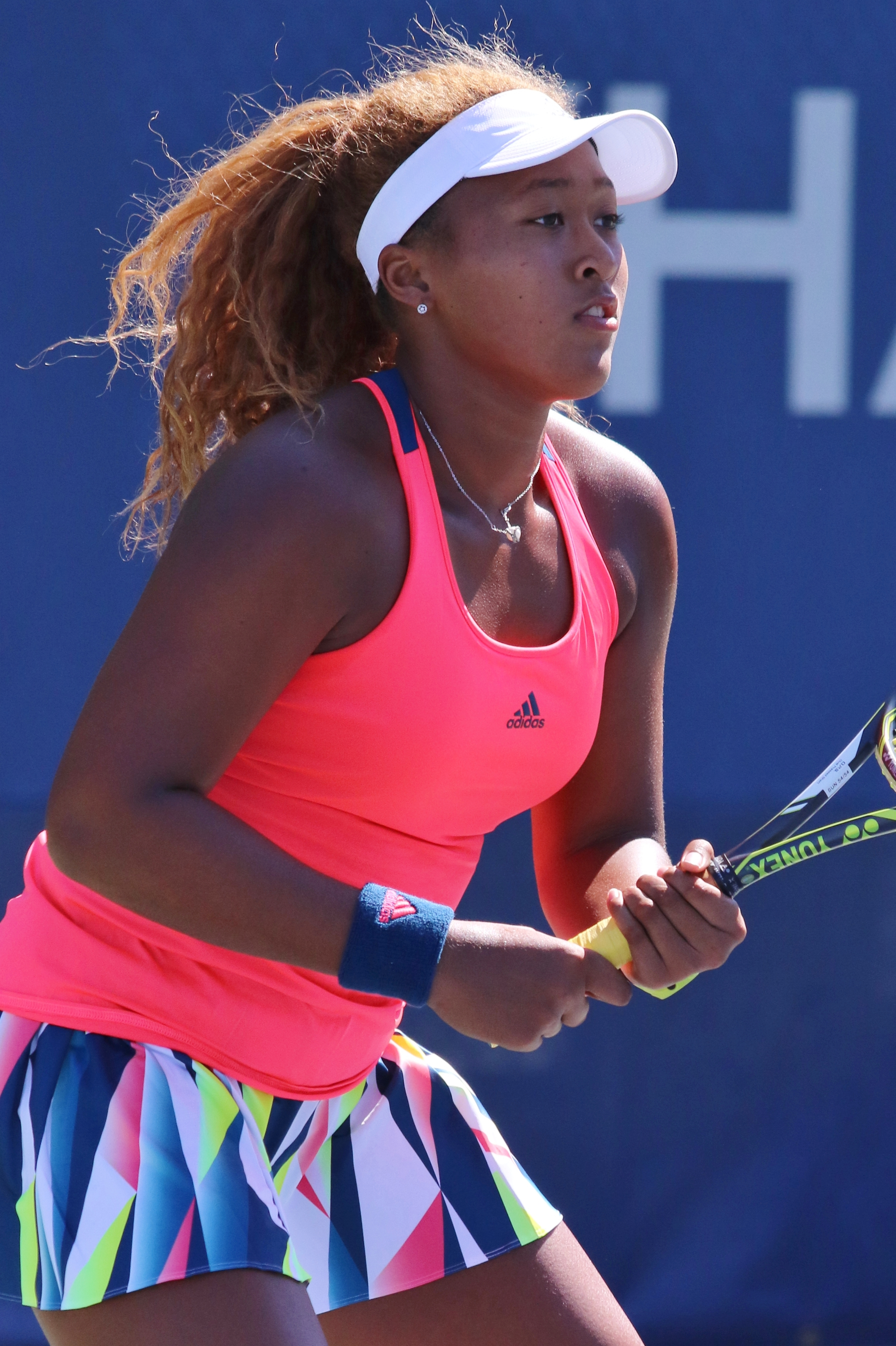
Naomi Ósakaová

 Naomi Ósakaová (na obrázku) porazila Petru Kvitovou ve finále ženské dvouhry na Australian Open.
 Ve věku 85 let zemřel Luděk Munzar, herec a režisér.
27. ledna – neděle
 Nejméně 20 lidí bylo zabito při útoku na katedrálu na ostrově Jolo na jihu Filipín. Policie z útoku podezřívá teroristickou skupinu Abú Sajjáf.
 Dánové získali poprvé v historii titul mistrů světa v házené, když ve finále porazili Norsko.

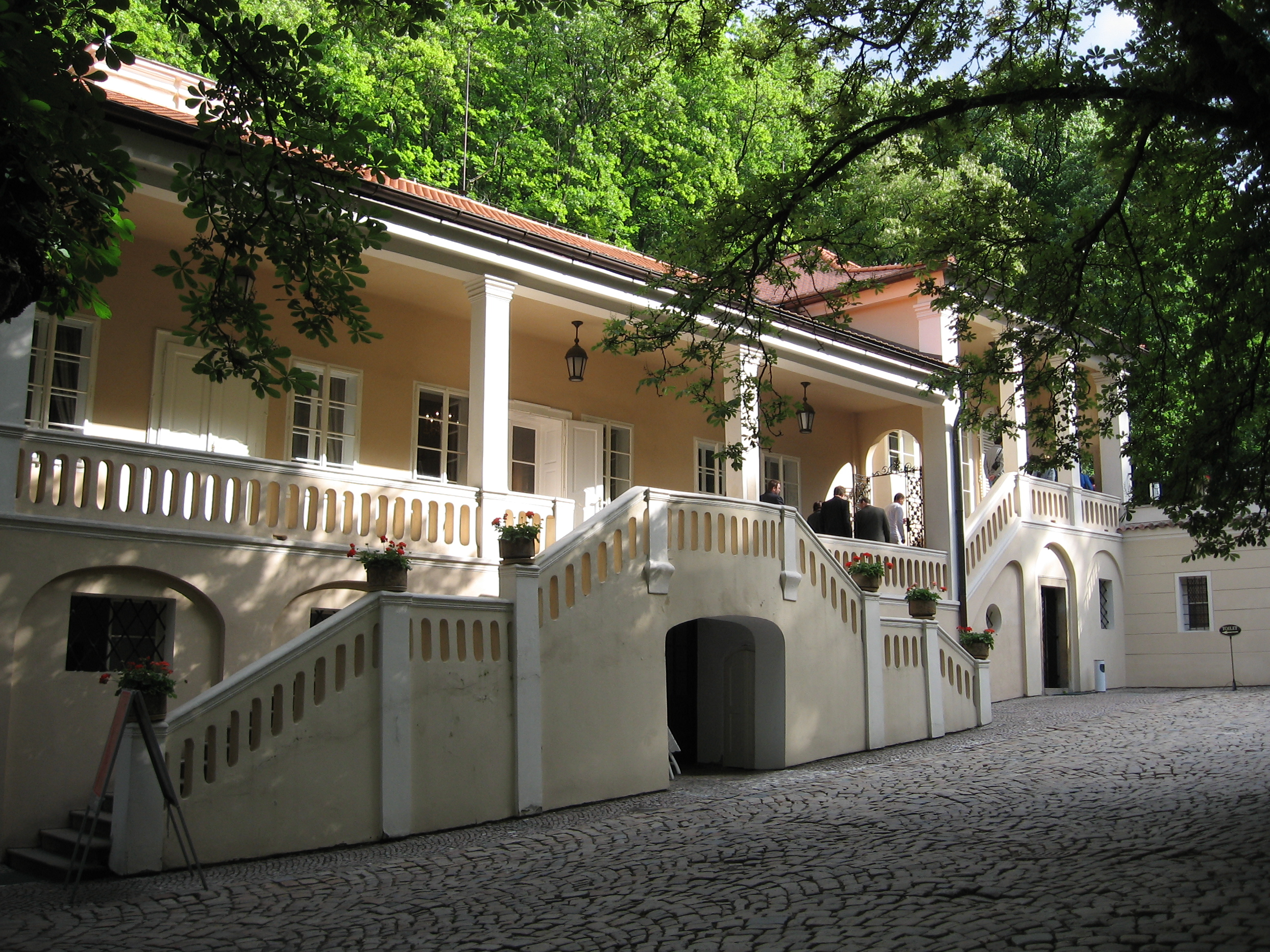
vila Bertramka

28. ledna – pondělí
 Vláda ČR prohlásila vilu Bertramku (na obrázku) za národní kulturní památka.
 Silné sněžení komplikuje život v řadě zemí střední Evropy - na severozápadě Německa ve spolkové zemi Severní Porýní-Vestfálsko se kvůli nočnímu přívalu sněhu vytvořily dopravní kolony v délce 320 kilometrů. S dalšími 30 centimetry nového sněhu se musejí vypořádat také obyvatelé rakouských spolkových zemí Burgenland, Dolní Rakousko, Štýrsko a Korutany.
29. ledna – úterý
 Majitelé psů v íránské metropoli Teheránu už nesmí venčit svá zvířata na veřejných místech včetně parků a psi nově nesmí být převáženi auty. Tato zvířata jsou íránskými úřady považována za „nečistá“ a vlastnictví psích miláčků je navíc považováno za symbol nežádoucí prozápadní politiky.
30. ledna – středa
 Středozápad Spojených států trápí tuhý mráz s teplotami i pod -40 °C. Státy Wisconsin, Michigan a Illinois už kvůli mrazům vyhlásily stav nouze a v Chicagu bude nyní chladněji než v Antarktidě.
31. ledna – čtvrtek
  Evropský parlament uznal Juana Guiadóa prozatímním prezidentem Venezuely.